# Metedron
Metedron (metoksyfedryna) — organiczny związek chemiczny, stymulant i empatogen należący do grupy fenyloetyloamin, amfetamin i katynonów. Strukturalnie jest podobny do para-metoksymetamfetaminy (PMMA) i metylonu, wykazuje również podobne działanie farmakologiczne. W Polsce został sklasyfikowany jako środek psychotropowy z grupy I-P i zakazany od 2005 roku.

## Działanie
W subiektywnej ocenie badaczy substancja była najczęściej porównywana do MDMA, mefedronu czy amfetaminy. Wprawiała ich w nastrój towarzyski, euforię, powodowała puszczenie hamulców moralnych, wywoływała poczucie siły i stymulację. Reakcja fizjologiczna obejmuje rozszerzenie źrenic, wzmożone pocenie się i hipertermię.

## Zagrożenia
4-metoksymetkatynon jest nową substancją i niewiele wiadomo na temat jej wpływu na organizm ludzki. Można przypuszczać, że podobnie jak PMMA powoduje hipertermię i jest silnym inhibitorem MAO.

### Przedawkowanie
W 2009 roku w Szwecji dwóch młodych mężczyzn zmarło w wyniku przedawkowania metedronu. Gdy ich znaleziono obaj byli w stanie śpiączki. Jeden z nich zmarł w drodze do szpitala, drugi – po 16 godzinach na oddziale ratunkowym.